# Contea di Erath
La contea di Erath (in inglese Erath County) è una contea dello Stato del Texas, negli Stati Uniti. La popolazione al censimento del 2010 era di 37 890 abitanti. Il capoluogo di contea è Stephenville. La contea prende il nome da George Bernard Erath, un geometra e soldato della battaglia di San Jacinto.
Erath County è uno dei due più grandi impianti del Nord America di gas naturale rinnovabile. Il più grande impianto si trova a Huckabay Ridge, nei pressi di Stephenville.

## Geografia fisica
| Anno | Popolazione | ±%     |
| ---- | ----------- | ------ |
| 1860 | 2,425       |        |
| 1870 | 1,801       | −25.7% |
| 1880 | 11,796      | 555.0% |
| 1890 | 21,584      | 83.0%  |
| 1900 | 29,966      | 38.8%  |
| 1910 | 32,095      | 7.1%   |
| 1920 | 28,385      | −11.6% |
| 1930 | 20,804      | −26.7% |
| 1940 | 20,760      | −0.2%  |
| 1950 | 18,434      | −11.2% |
| 1960 | 16,236      | −11.9% |
| 1970 | 18,141      | 11.7%  |
| 1980 | 22,560      | 24.4%  |
| 1990 | 27,991      | 24.1%  |
| 2000 | 33,001      | 17.9%  |
| 2010 | 37,890      | 14.8%  |

Secondo l'Ufficio del censimento degli Stati Uniti d'America la contea ha un'area totale di 1090 miglia quadrate (2800 km²), di cui 1083 miglia quadrate (2883 km²) sono terra, mentre 6,7 miglia quadrate (17 km², corrispondenti allo 0,6% del territorio) sono costituiti dall'acqua.

### Strade principali
- Interstate 20
- U.S. Highway 67
- U.S. Highway 281
- U.S. Highway 377
- State Highway 6
- State Highway 108

### Contee adiacenti
- Palo Pinto County (nord)
- Hood County (nord-est)
- Somervell County (est)
- Bosque County (sud-est)
- Hamilton County (sud)
- Comanche County (sud-ovest)
- Eastland County (ovest)

## Politica
Erath County è una delle roccaforti repubblicane più salde. Nel 2012, quando Mitt Romney è stato il candidato repubblicano per le elezioni presidenziali del 2012 (perdendo), ottenne nella contea di Erath l'80% dei voti. L'ultimo democratico a vincere nella contea è stato Jimmy Carter, nel 1980.

## Media
Nella contea sono presenti due giornali: The Stephenville Empire-Tribune e The Dublin Citizen. Le stazioni televisive locali che forniscono copertura per Erath County e le zone circostanti provengono dalle aree metropolitane di Dallas/Fort Worth e Waco/Temple/Killeen.
Sono presenti inoltre cinque stazioni radio: KEQX 89.7, KTRL 90.5, KSTV-FM 93.1, KXTR-LP 100.7 e KSTV (AM) 1510.